# Góra Bożniowa

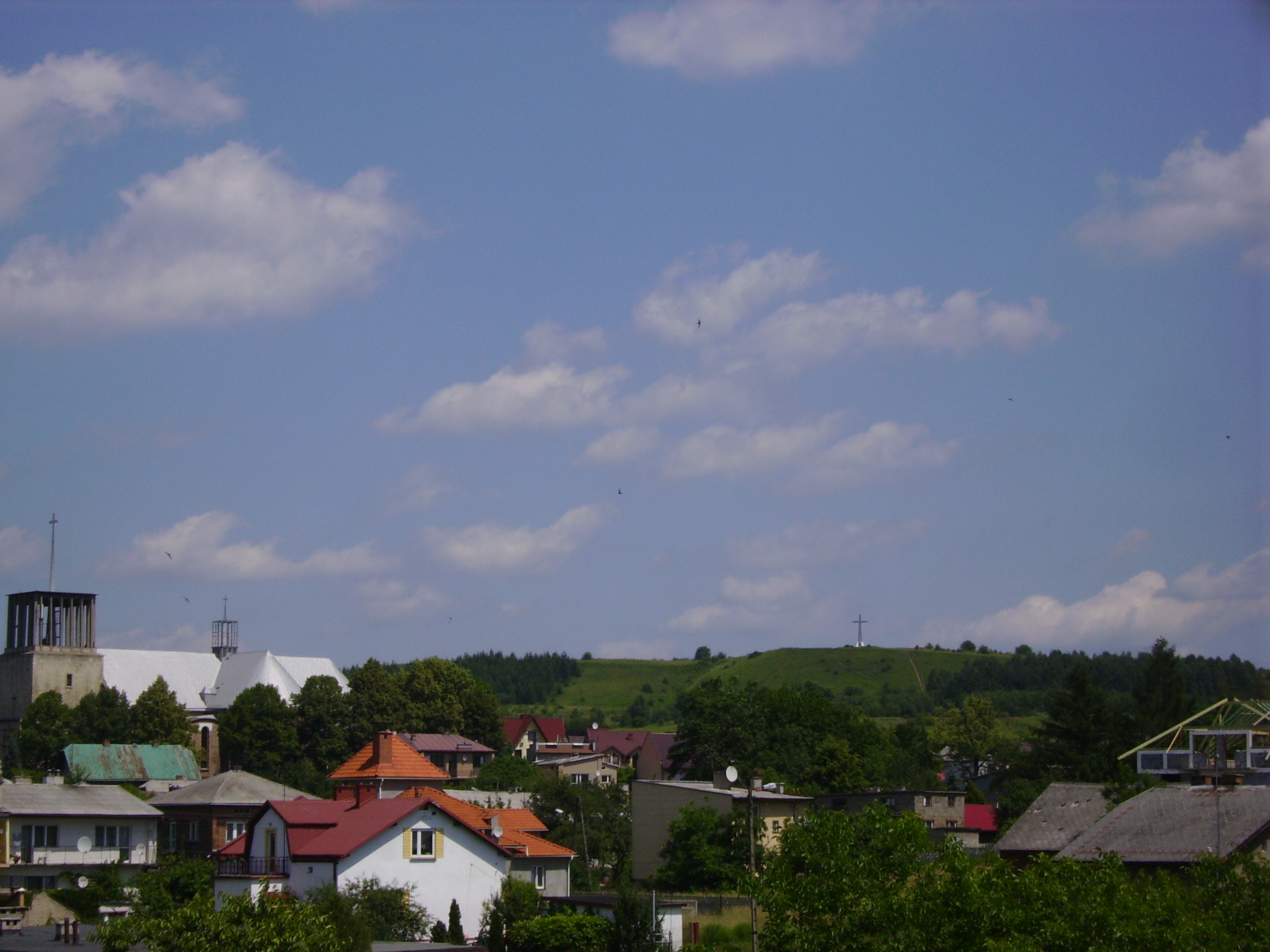
Góra Bożniowa

Góra Bożniowa – wzgórze znajdujące się w centrum Trzebini, w obrębie Wyżyny Olkuskiej, o wysokości 402 m n.p.m.
Na szczycie wzgórza znajduje się pamiątkowy krzyż milenijny.